# Victor Jory
Victor Jory (Dawson City, Yukon, 23 november 1902 - Santa Monica, 12 februari 1982) was een Canadees acteur.
Voor hij in 1930 zijn debuut maakte in Hollywood, was Jory actief in een rondreizend theatergezelschap, waarbij hij zo nu en dan een rol vertolkte in een Broadwayproductie. Zijn rol was aanvankelijk vaak een romantisch personage, maar later werd hij meestal gecast voor de rol van schurk. Hij verscheen in een 150-tal films en een tientallen televisieseries. Jory heeft ook twee toneelstukken geschreven.
Zijn meest befaamde rol is die van Jonas Wilkerson in Gone with the Wind naar het boek van Margaret Mitchell. Jory was een bekend worstelaar en bokskampioen tijdens zijn militaire dienst. Zijn stevige figuur heeft hij steeds behouden.
Voor zijn bijdragen aan de filmindustrie heeft Victor Jory een ster op de Hollywood Walk of Fame gekregen.